# Lac dets Coubous
Le lac dets Coubous est un lac de barrage français situé administrativement dans la commune de Barèges dans le département des Hautes-Pyrénées en région  Occitanie.
Le lac a une superficie de 7 ha pour une altitude de 2 041 m, il atteint une profondeur de 23 m.

## Toponymie

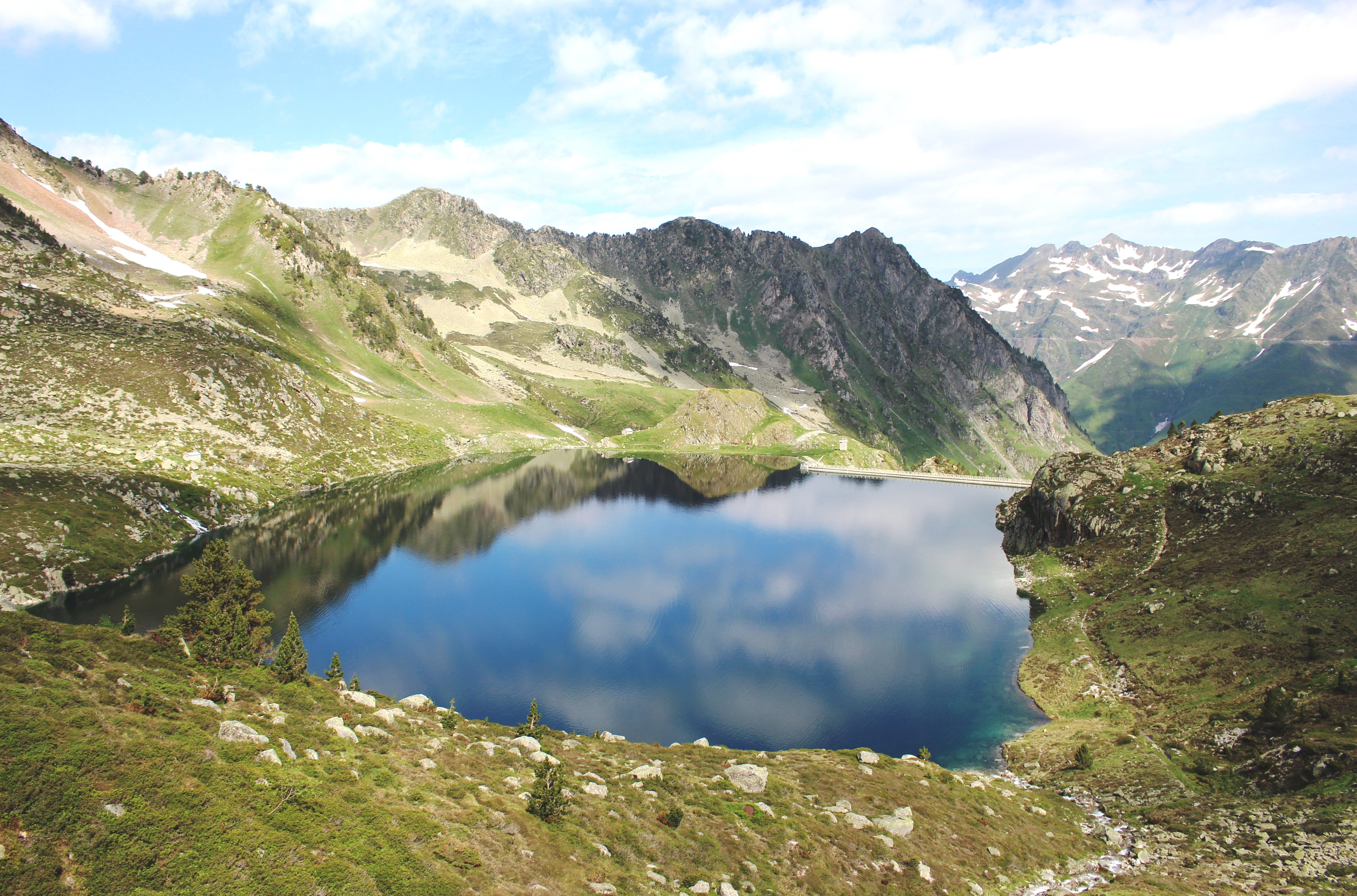
Vue du lac.

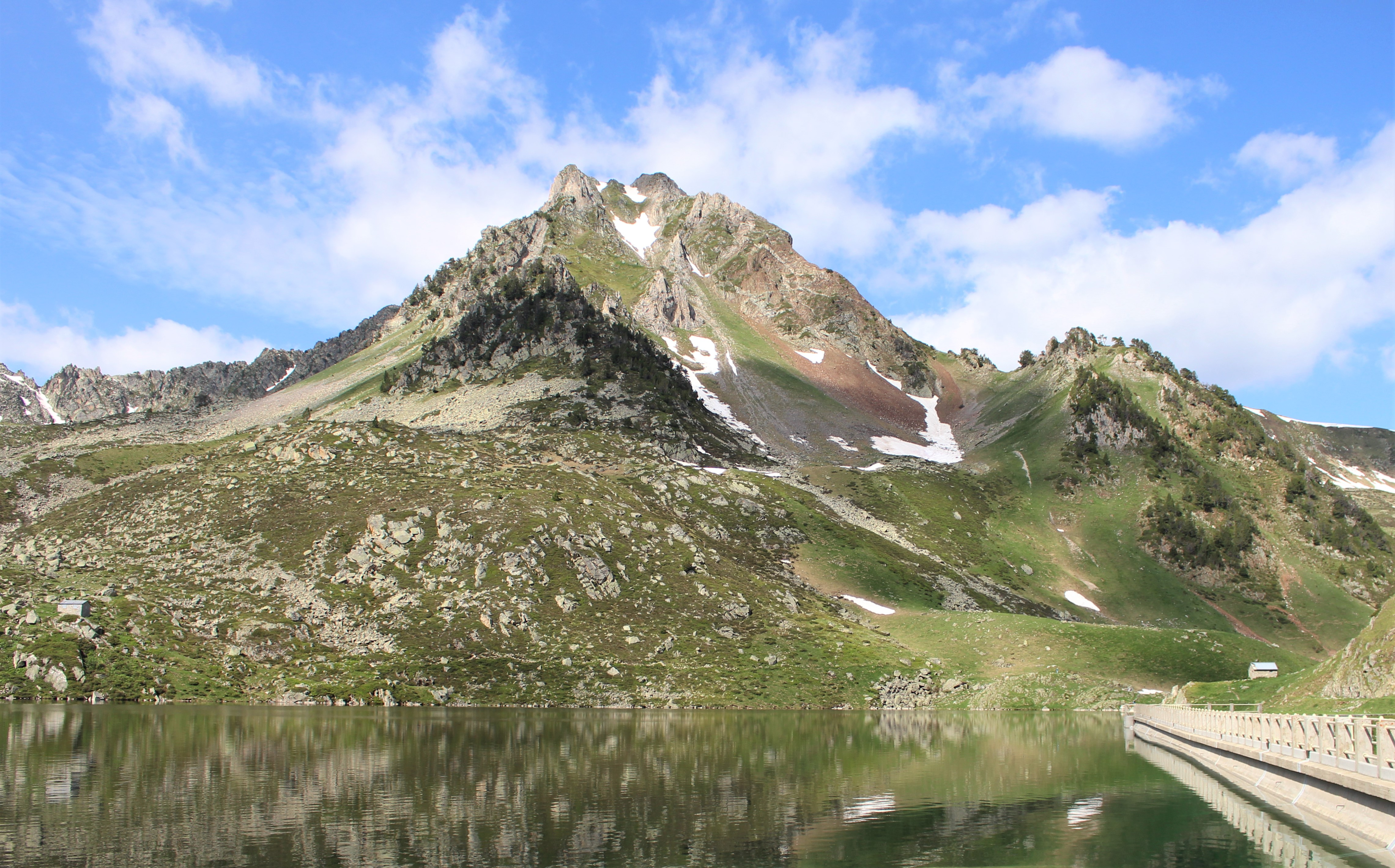
Vue du pic des Crampettes.

En occitan, en fait le toponyme aurait dû être écrit eths coubous, eths  étant l’article défini pyrénéen masculin pluriel («les») et couboùs désignant les endroits où le cours d’eau disparaît avant de ressurgir plus loin.

## Géographie

Vue vers la vallée depuis le barrage dets Coubous

Deux petits abris en pierre permettent aux randonneurs de s'abriter des intempéries. Un barrage a été construit au nord du lac.

### Topographie
| Soum de la Piquette (2 302 m) | Pic d'Izes (2 395 m) |                      |
| Pic des Crampettes (2 484 m)  | lac dets Coubous     | Crête de la Touatère |
|                               | Lac Blanc            |                      |

### Hydrographie
Le lac a pour émissaire le Ruisseau dets Coubous qui se jette dans le Bastan.

## Protection environnementale
Le lac fait partie d'une zone naturelle protégée, classée ZNIEFF de type 1 : Massif en rive gauche du Bastan et de type 2 : Vallées de Barèges et de Luz.

## Voies d'accès
Le lac dets Coubous est accessible par un sentier de randonnée parallèle au GR 10. Il faut ainsi emprunter, depuis le parking du Pont de la Gaubie, à l'Ouest du col du Tourmalet, une section du GR 10. Après environ 2 km, le GR10 continue sur la gauche tandis qu'un sentier montant à droite permet d'accéder au lac dets Coubous. Ce sentier continue jusqu'au lac Nère et à la Hourquette d'Aubert, pour rejoindre le GR 10 au niveau des lacs d'Aubert et d'Aumar. Près de ces lacs se trouve un parking et une route (à circulation réglementée) rejoignant le hameau de Fabian (commune d'Aragnouet).

## Barrage

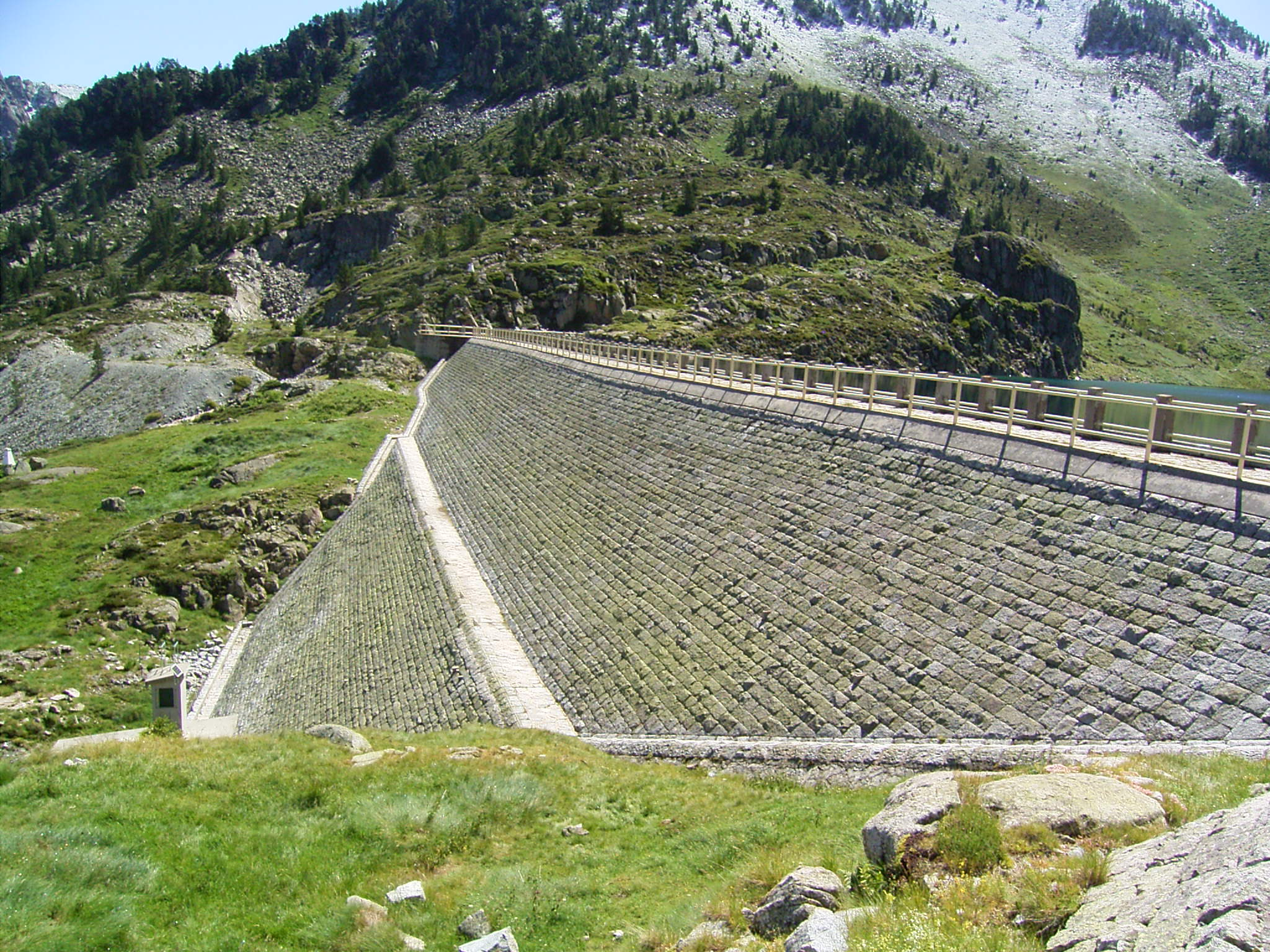
Barrage du lac dets Coubou